# کاغذی (آران و بیدگل)
کاغذی( نام قدیمی و محلی: کُیْنْ یا کایْنْ) ، روستایی در دهستان کویر بخش کویرات شهرستان آران و بیدگل استان اصفهان ایران است.این روستا در فاصله حدود ٣٠ کیلومتری شهرستان کاشان در قسمت جنوب شرقی این شهرستان واقع شده است. این روستا نزدیک ترین روستا به شهر ابوزیدآباد بوده و پارک شقایق میان آنها قرار دارد. مردم این روستا اکثرا شغل کشاورزی و دامپروری دارند. از طوایف بزرگ و عمده روستا میتوان به قربانی،بیغمی ، مهدیزاده( مهدی کاغذی، پیشیار)، جعفری(خاكباز ، قنایی) ، لطیفی، دهقانی، کریمیان ، رزاقی ، اکبری ، عفتی ، موسوی و... اشاره کرد. با توجه به نزدیکی به کاشان و قم مردم روستا اکثرا فرهنگ دینی و اسلامی داشته و تشیع اثنی عشری مذهب غالب می باشد. آرامگاه امامزاده سلطان صالح (ع) از نوادگان و منصوبین به امام موسی کاظم (ع) در این روستا و مجاور بلوار اصلی قرار دارد .

## جمعیت
بر پایه سرشماری عمومی نفوس و مسکن در سال ۱۳۹۵ جمعیت این روستا ۱٬۷۰۸ نفر (۵۳۴خانوار) بوده‌است.